# Iglesia de las Santas Justa y Rufina (Orihuela)
La iglesia parroquial de las Santas Justa y Rufina de Orihuela es un templo católico ubicado en la ciudad de Orihuela España), edificado en el siglo XIV y con reformas en los siglos XVI y XVIII. Consta de una sola nave y capillas laterales entre los contrafuertes; posee dos portadas y un campanario.
En gran parte el templo es de factura gótica, aunque posee partes construidas o ampliadas en estilo barroco. El edificio fue declarado Bien de Interés Cultural el 31 de octubre de 1971 y Monumento Nacional en 1971, con la ley de 1985 Bien de Interés Cultural.

## Portadas
El edificio posee dos portadas de acceso, realizadas en periodos distintos.
- Portada lateral o del Evangelio:Se abre en el lado del Evangelio del templo. Es de estilo renacentista cuyo diseño se le atribuye al arquitecto Juan Inglés o Anglés y que reproduce el estilo de portada de arco del triunfo que él mismo difundió por la ciudad desde que llegara de Tortosa.

- Portada principal. También llamada de las gradas. Es obra de estilo barroco, realizada en el siglo XVIII por el arquitecto lorquino Antonio Villanueva, observándose para esta obra una gran influencia del maestro Jaime Bort, que estuvo trabajando en el mismo templo poco antes. La parte superior de la portada está decorada con un medallón de las santas titulares de estilo berniniesco. A los lados de la misma se iban a disponer otros dos, pero finalmente la obra quedó inacabada.

## Torre

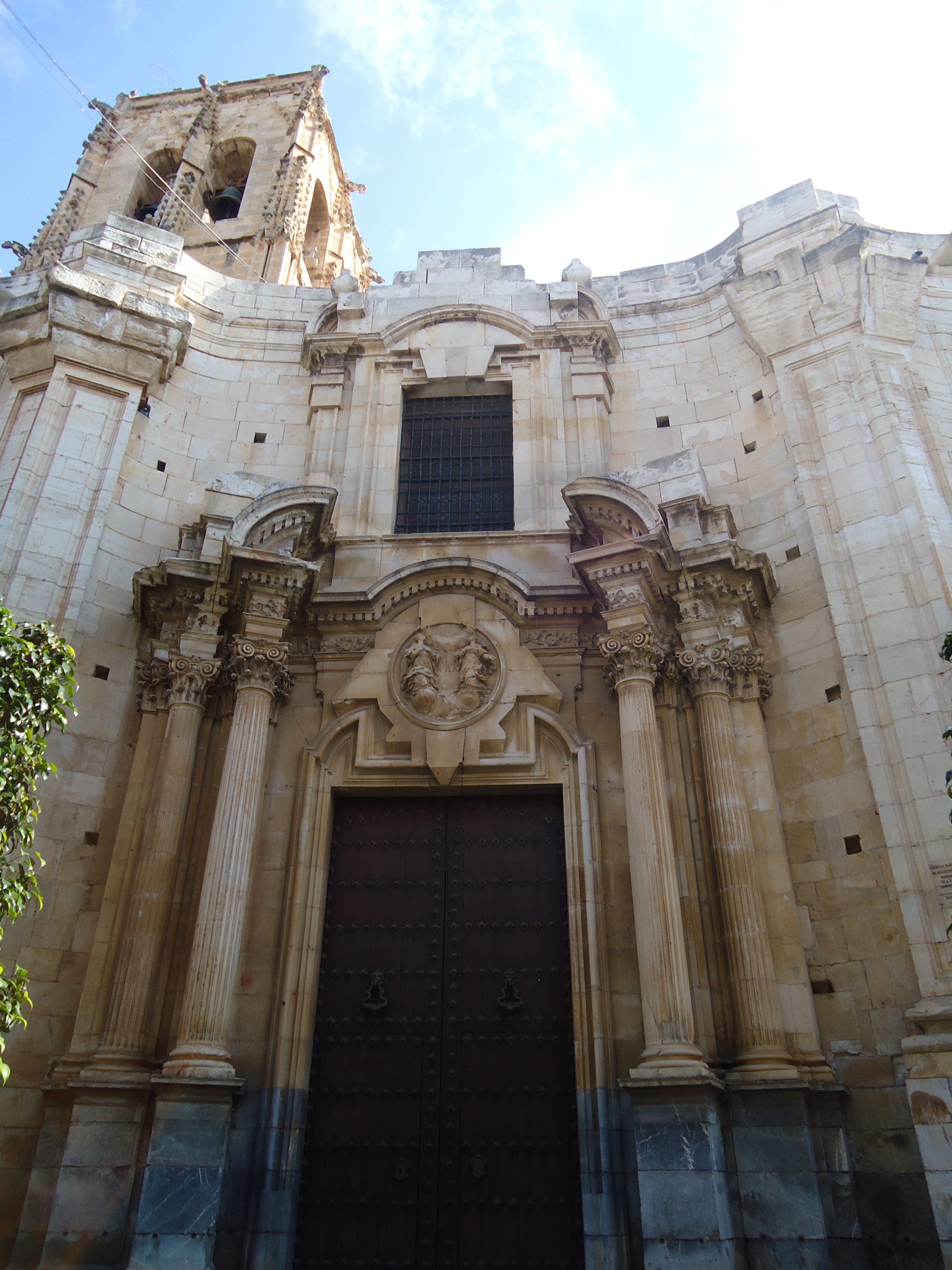
Portada principal

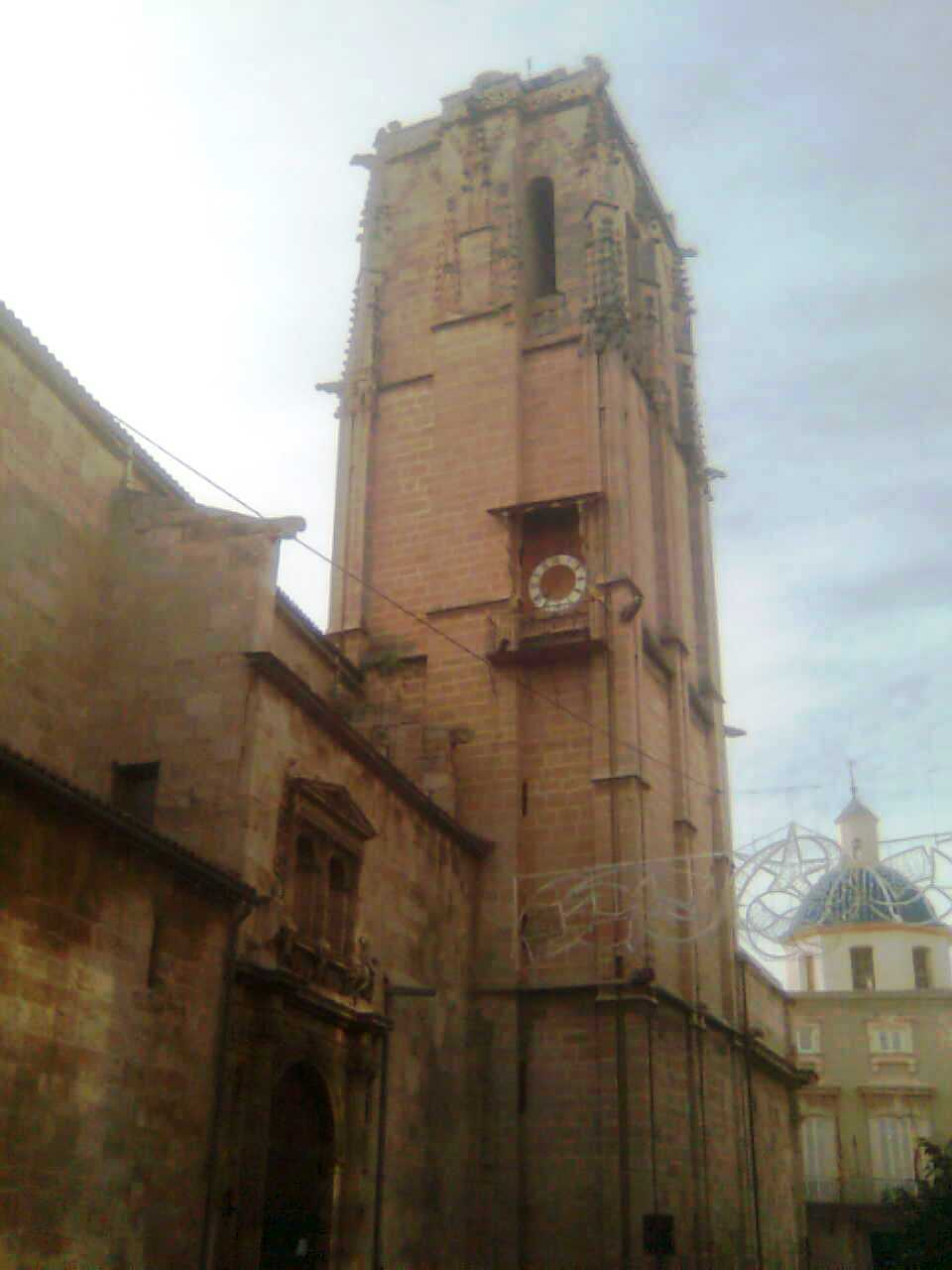
Torre de la iglesia por la cara en la que se encuentra el reloj

El edificio posee una imponente torre campanario gótico decorada con pináculos y una bóveda de crucería en el cuerpo de campanas. Junto con el Miquelet de la Catedral de Valencia, son los únicos campanarios góticos de esta tipología en la Comunidad Valenciana. El mismo posee un importante conjunto de campanas, en su mayor parte de los siglos XVII al XIX.
Además de una de las piezas de relojería más antiguas de España y la más antigua de la Comunidad Valenciana, datado de principios del siglo XIV.

## Presbiterio

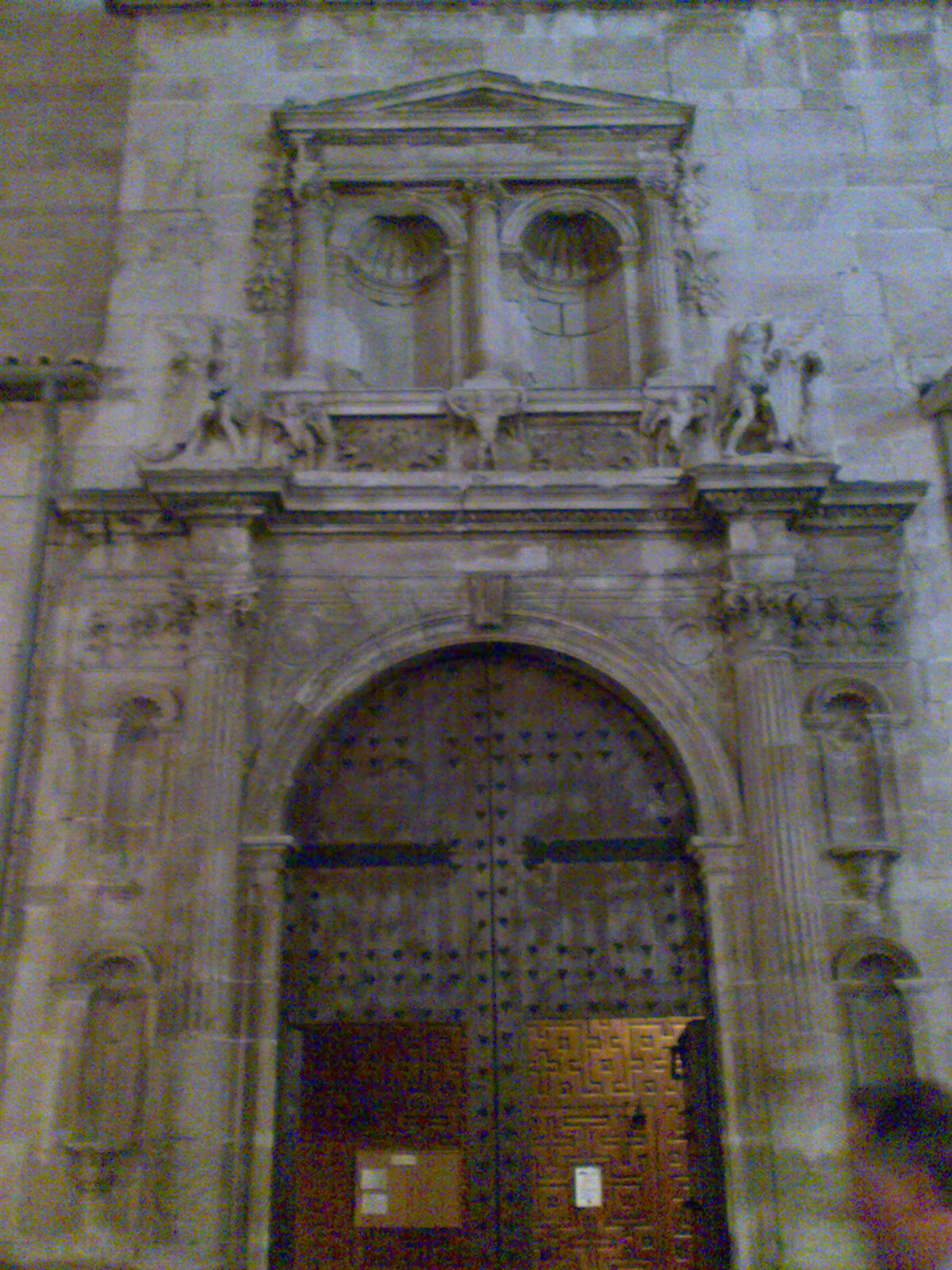
Portada lateral de la iglesia, conocida como la del Evangelio.

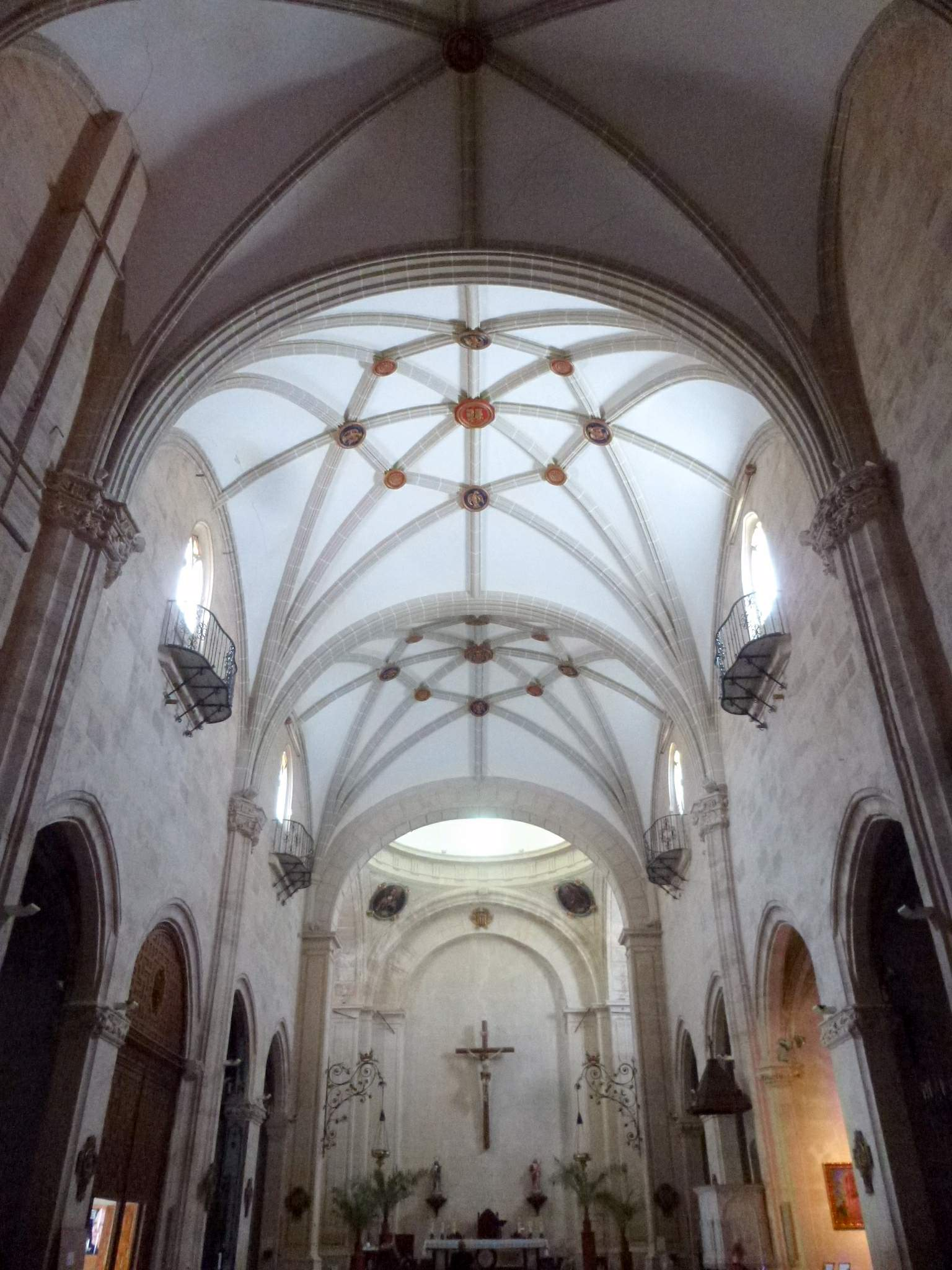
Aspecto de la nave del templo.

El presbiterio es de planta cuadrada con gran cúpula sobre pechinas y tambor, en el cual fuero abiertos vanos para iluminar el presbiterio. Las pechinas están decoradas con lienzos de Bartolomé Albert hijo o el menor.
El presbiterio fue diseñado en estilo renacentista siguiendo las pautas herrerianas por el francés Agustín de Bernaldino, sustituyendo el anterior presbiterio gótico, decorando las bóvedas, muros y cúpula con casetones. Poseía un impresionante retablo mayor que fue quemado durante la guerra civil española, junto con gran parte de las capillas y mobiliario del templo.

## Nave del Templo
El templo es de nave única con capillas entre los contrafuertes. La nave está cubierta por una bóveda de terceletes, cuyas claves están decoradas con policromía y dorado, figurando en ellas motivos de la ciudad, motivos de la Corona de Aragón y de las santas titulares de la iglesia.
Entre los contrafuertes fueron creadas diversas capillas. En una de ellas creó san Vicente Ferrer la Cofradía de la Sangre en enero de 1411. Destaca la Capilla de San Antonio por su retablo barroco con columnas salomónicas realizado por el tallista del siglo XVIII José Ganga Ripoll.

## Capilla de la Comunión
A los pies del templo se abre una capilla construida en el siglo XVIII. Su diseño se debe al arquitecto Antonio de Villanueva, concibiendo la capilla como dos partes diferenciadas. Una primera parte a modo de atrio con planta cuadrada y una segunda parte, la capilla propiamente dicha, de planta ovalada, culminando dicha planta en una cúpula elíptica que en el exterior se traduce en una media naranja. La cúpula está sustentada por pilastras de orden compuesto y doradas. La capilla la preside un hermoso retablo barroco clasicista del siglo XVIII realizado por el tallista José Ganga y Ripoll. En el centro lo preside la virgen del Rosario, talla gótica del siglo XIV, dorada y repolicromada en el siglo XVII.
En la parte cuadrda del templo se encuentra la pila bautismal, obra en mármol rojo realizada por el valenciano Juan Bautista Borja. En un principio iba a tener a sus pies varios leones tallados. Finalmente Borja los sustituyó por una tapa tallada en madera con profusa decoración en la que hay talladas diversos pasajes de la Biblia. Esta parte del templo está decorada por obras del siglo XVIII, algunas de Joaquín Campos como el Buen Pastor.

## Sacristía
La sacristía fue realizada en el siglo XVIII. Se debe al arquitecto Jaime Bort y Meliá, que diseñó una sacristía de planta cuadrada y diáfana con bóveda adintelada, abriendo ventanas mediante la construcción de lunetos. La sacristía la recorre un entablamento con decoración barroca.
Esta estancia fue adornada con un gran mobiliario de talla del siglo XVIII, realizada en estilo barroco. Fue realizada por el tallista José de Ganga, reservando un gran armario central para la urna del monumento de Jueves Santo, obra de Antoine Dupar (principios del siglo XVIII).
Delante de esta estancia se encuentra la antesacristía decorada con diversos cuadros y retratos del siglo XVIII como el Nacimiento de Cristo, las Santas Justa y Rufina o el Retrato del Obispo Tormo de Orihuela. Además, se encuentra una fuente del siglo XVIII, realizada en mármol.

## Patrimonio mueble del templo
El templo fue saqueado en la Guerra de Sucesión y en la Guerra Civil, por lo que su actual patrimonio mueble se ha visto muy reducido.
De entre el patrimonio mueble del edificio destacan el retablo de la Capilla de la Comunión del siglo XVIII y el de la Capilla de San Antonio (siglo XVIII). Así mismo destacan la imagen de la Virgen del Rosario obra gótica del siglo XIV. El templo posee un importante conjunto de orfebrería en gran parte de factura barroca, neoclasicista y academicista.

### Órgano
Mención aparte merece el órgano del templo, instrumento que se alza a los pies del templo, por encima de la cancela de la puerta principal.
El órgano fue construido en el siglo XVIII. Se trata de un instrumento romántico con caja neogótica decorada su parte alta con varios frontones. Toda la caja se encuentra dorada y policromada, en especial los frontones.
El órgano poseía dos puertas de entrada totalmente policromadas que actualmente se encuentran en el museo de la Diputación en el Castillo de Santa Bárbara de Alicante.